# Muralla de Villabrágima
La Muralla de Villabrágima, correspondiente al siglo XIII, está situada en dicho municipio vallisoletano (Castilla y León (España).

## Descripción
De la muralla que rodeaba la ciudad se conservan algunas partes y una pequeña puerta, que se llama Puerta del Reloj, porque a mediados del siglo XX se instaló allí un reloj.

## Galería de fotos

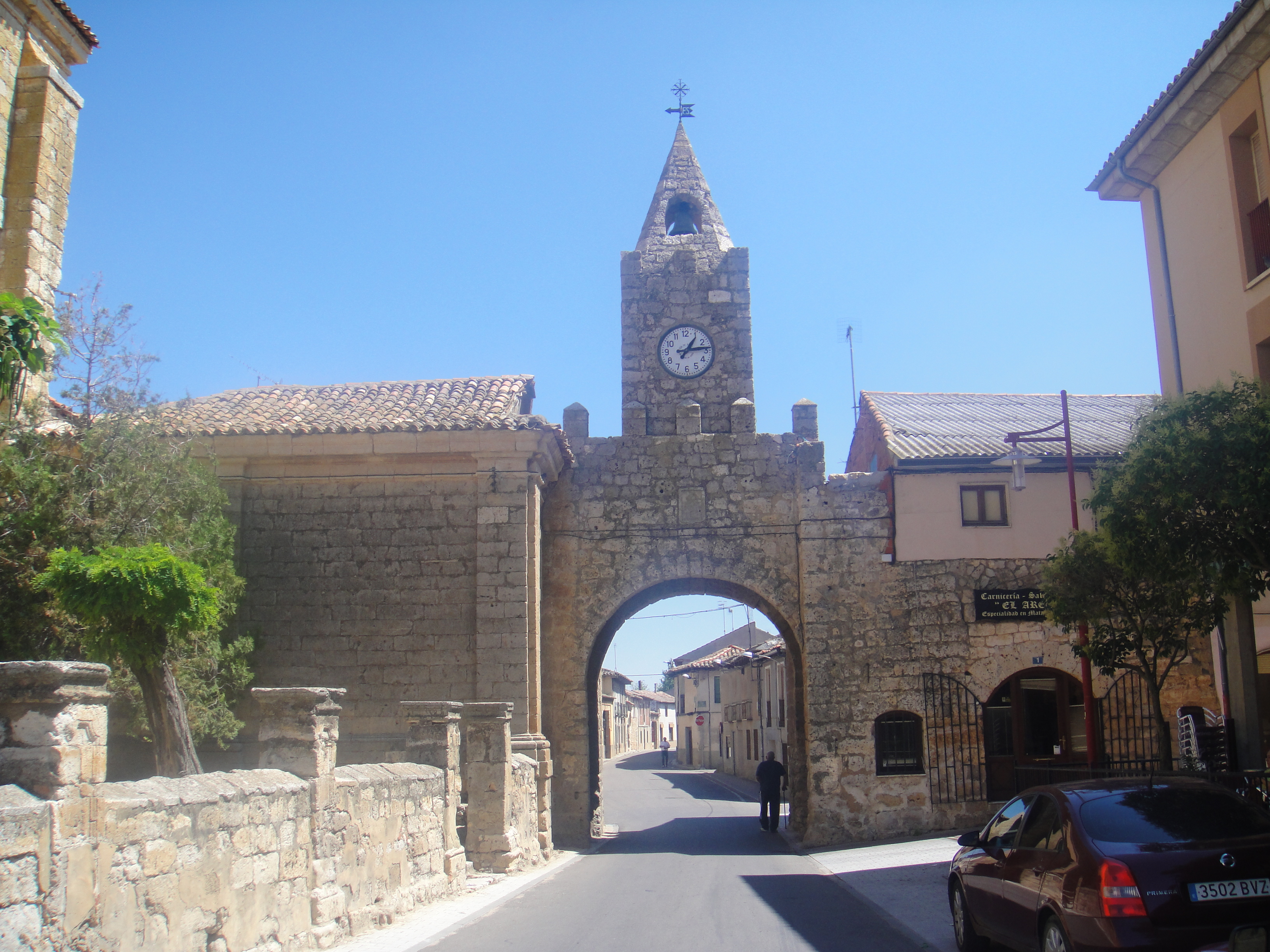
La puerta en agosto de 2014
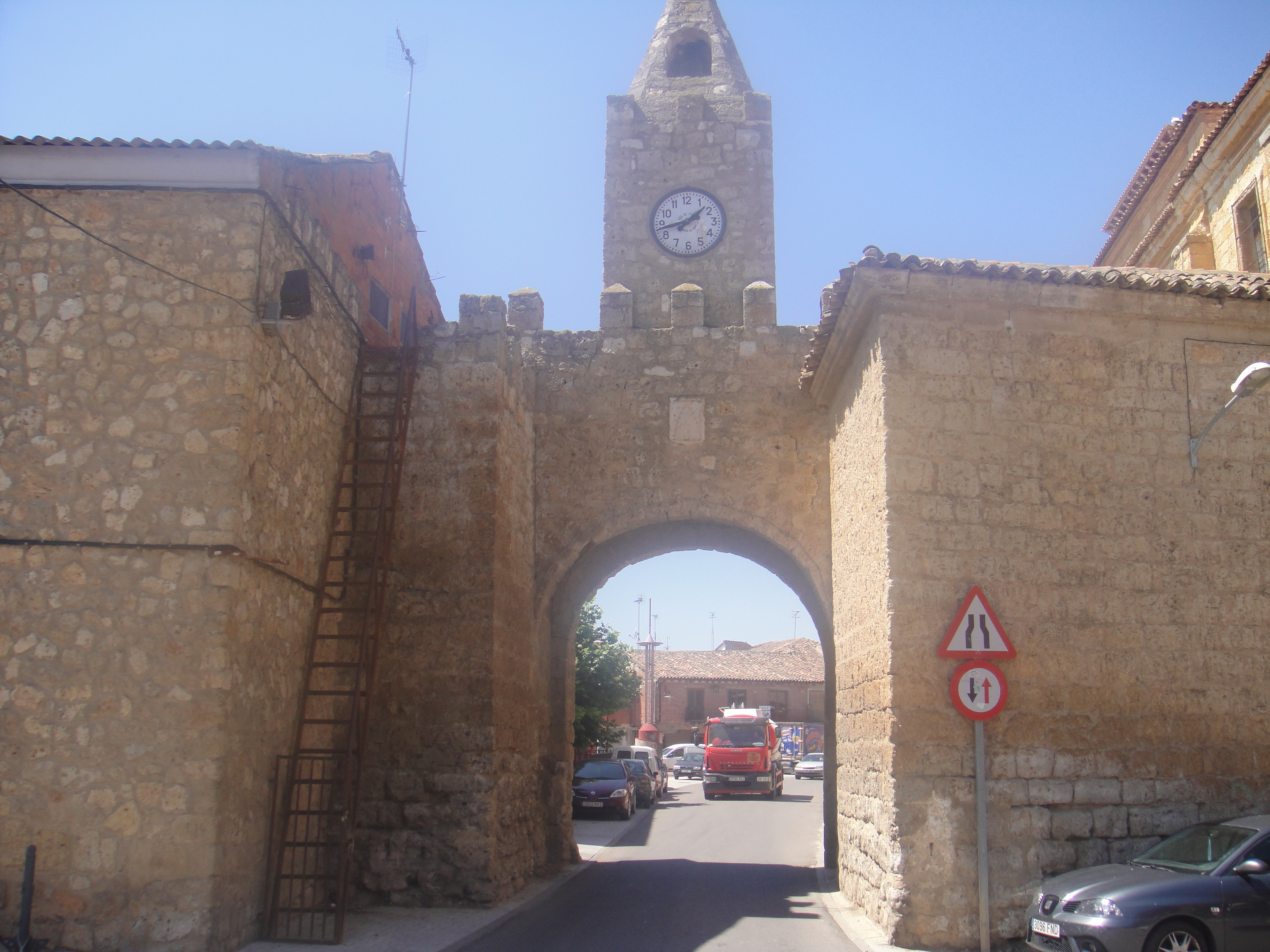
La puerta en agosto de 2014
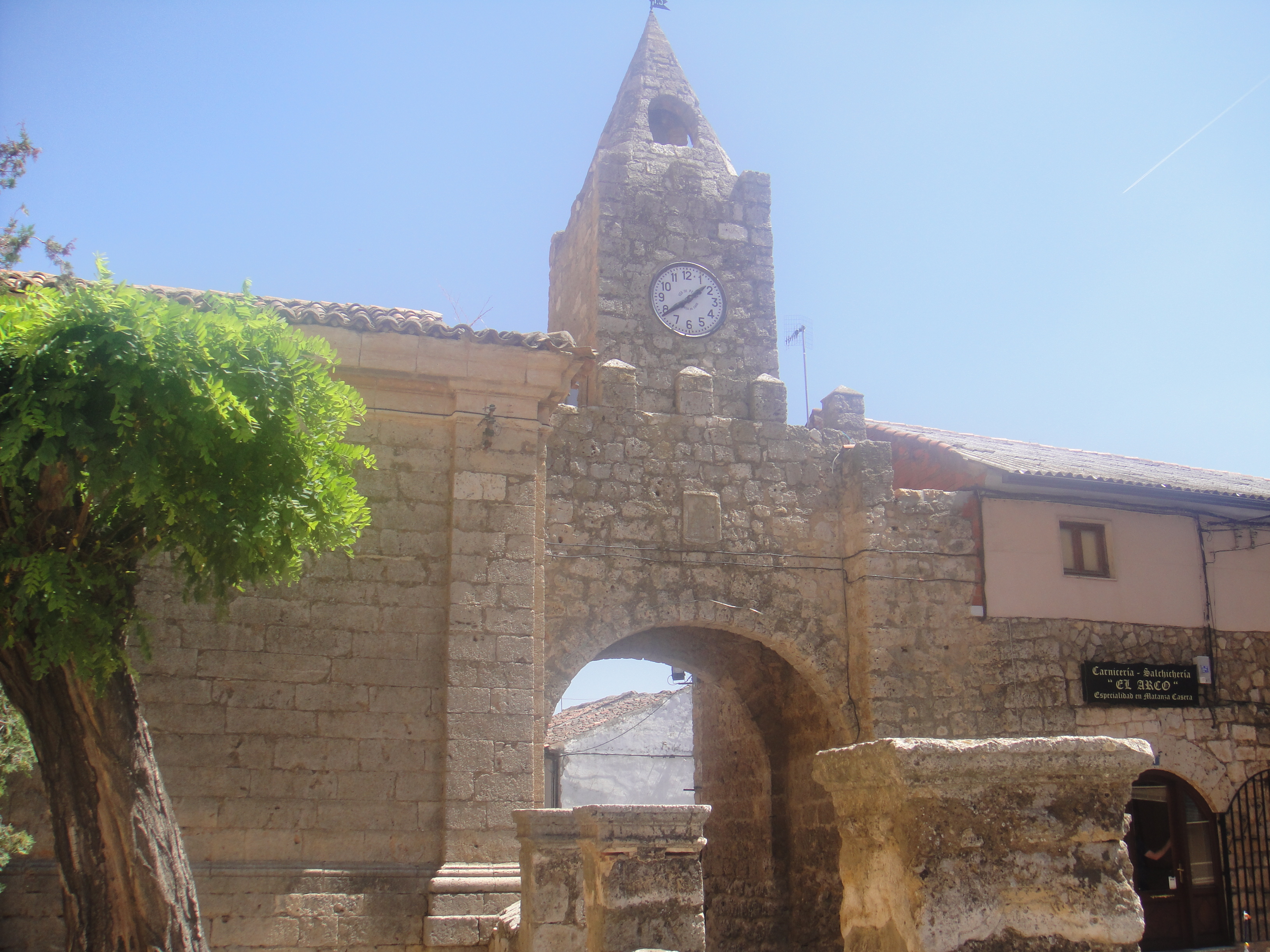
La puerta en agosto de 2014